# Сисии, Эйко
Эйко Сисии  (яп. 獅子井 英子, англ. Eiko Shishii, родилась 19 августа 1965 года в Токио) — японская конькобежка, специализирующаяся в шорт-треке. Участвовала в Олимпийских играх в Калгари, где шорт-трек был демонстрационным видом спорта. 7-ми кратная чемпионка мира в шорт-треке, из них двукратная в абсолютном зачёте 1985 и 1987 годов.

## Биография
Эйко Сисии первоначально училась в начальной школе Санко. Она тренировалась в теннисном клубе в течение 3-х лет в неполной средней школе Асахи, там же начала кататься на коньках, когда её пригласил друг детства. В то время были в основном фигуристки, и дети редко занимались шорт-треком, её пригласили для этого, потому что не было девочек того же возраста. 
Изначально её мать жила в Ина в префектуре Нагано и Эйко уезжала в деревню, где каталась на коньках на озере. Во 2-м классе неполной средней школы Асахи она участвовала в первом крупном турнире Канто, в Токио. В 3-м классе неполной средней школы она объехала всю Японию. В результате заняла 4-е место во всей Японии и была отобрана на чемпионат мира.
После этого она начала обучение с тренером Касивабарой в парке Арисугава. Эйко поступила в среднюю школу для девочек Фудзимура в Китидзёдзи. Во 2-м классе средней школы она выиграла чемпионат Японии. Когда училась в старшей школе, то выиграла межшкольный чемпионат и 6 раз выигрывала национальные спортивные соревнования не только в шорт-треке, но и конькобежном спорте. Она присоединилась к бизнес-группе Seino Transport в Нагое, префектура Айти, которая очень сильна.
Она приняла участие на международном уровне в чемпионате мира 1982 года в Монктоне, где с командой заняла второе место в эстафете. В 1983 году заработала вновь бронзу в эстафете на чемпионате мира в Токио. В 1984 году на чемпионате мира в Питерборо Эйко взяла очередное серебро в эстафете и выиграла первую золотую медаль на дистанции 1500 метров. 
Золотым оказался 1985 год на мировом первенстве в Амстердаме, на котором она собрала урожай из четырёх золотых медалей и одной серебряной на 1500 метров. Успешным был и чемпионат мира в Монреале, где Сиссии стала второй раз абсолютной чемпионкой мира. 
В 1988 году шорт-трек появился на  Олимпийских играх в Калгари, как показательный вид конькобежного спорта на коротких дорожках.Эйко выступала на всех дистанциях и была первой на 3000 метров и второй в эстафете. Медали не вручались. Уже на следующей  Олимпиаде в Альбервилле шорт-трек стал официальным Олимпийским видом спорта. 

## Личная жизнь
После ухода из спорта в возрасте 22 лет Эйко полтора года занималась катанием на коньках и тренировалась с бизнесменом. Она вышла замуж и родила ребенка. Когда ей было около 30 лет, её дедушка потерял сознание из-за инфаркта мозга и они вместе с бабушкой ухаживали за дедушкой дома. В конце концов, пять лет спустя он умер. После этого она пришла к выводу, что в будущем было бы полезно иметь знания о долгосрочном уходе. В 2001 году она получила квалификацию помощника второго уровня, а примерно через год начала работать зарегистрированным помощником в Сайтаме.
В возрасте 39 лет в 2004 году устроилась на работу в Корпорацию социального обеспечения "Ritsusho Tachibana". В настоящее время она является заместителем директора специализированного дома престарелых для престарелых "Ritsusho Tachibana Home" в городе Кумагая, префектура Сайтама. Она является сертифицированным медицинским работником, менеджером по уходу, специалистом по лечению деменции и менеджером здравоохранения.